# Trịnh Bảo
Trịnh Văn Bảo (sinh năm 1994 tại Hải Phòng) thường được biết đến với nghệ danh Trịnh Bảo, là một siêu mẫu, vận động viên thể hình và nam vương quốc tế  người Việt Nam. Anh từng đoạt Giải Đồng Siêu mẫu Việt Nam 2018. Năm 2019, Trịnh Bảo đại diện Việt Nam tham gia và xuất sắc giành chiến thắng tại cuộc thi Nam vương Quốc tế 2018.

## Đầu đời
Trịnh Bảo tên đầy đủ là Trịnh Văn Bảo, sinh năm 1994, tại Hải Phòng. Trịnh Bảo tốt nghiệp chương trình Cao đẳng điều khiển tàu biển của trường Cao đẳng Bách nghệ, nhưng anh không theo nghề vì cảm thấy không phù hợp. Trịnh Bảo có niềm đam mê với gym và nghề người mẫu nên quyết định theo đuổi công việc này. Năm 2018, Trịnh Bảo quyết định từ bỏ công việc là huấn luyện viên gym ở Hải Phòng để vào Thành phố Hồ Chí Minh lập nghiệp, tham gia cuộc thi Siêu mẫu Việt Nam 2018.

## Sự nghiệp

### Siêu mẫu Việt Nam 2018
Năm 2018, Trịnh Bảo tham gia Siêu mẫu Việt Nam và đoạt giải đồng, giải vàng thuộc về Bùi Quỳnh Hoa.

### Nam vương Quốc tế 2018
Năm 2019, Trịnh Bảo được Cục Nghệ thuật biểu diễn cấp phép, trở thành đại diện Việt Nam tham dự cuộc thi Nam vương Quốc tế 2018 được tổ tại Manila, Philippines. Trong đêm chung kết, Trịnh Bảo xuất sắc đăng quang ngôi vị Nam vương và vào top 10 Trang phục dân tộc đẹp nhất với thiết kế lấy ý tưởng từ cánh chim bồ câu mang thông điệp hòa bình. Cùng năm anh được chọn là đại sứ cuộc thi và đại sứ hình ảnh quỹ thiện nguyện tại Mister Vietnam 2019.